# Igor Stojčevski
Igor Stojchevski (Skopje, 25 september 1989) is een Noord-Macedonisch voetbalscheidsrechter. Hij is in dienst van FIFA en UEFA sinds 2021. Ook leidt hij sinds 2017 wedstrijden in de Prva Liga.
Op 20 september 2017 leidde Stojchevski zijn eerste wedstrijd in de Noord-Macedonische nationale competitie. Tijdens het duel tussen KF Shkëndija en Sileks Kratovo (5–0) trok de leidsman viermaal de gele kaart. In Europees verband debuteerde hij op 8 juli 2021 tijdens een wedstrijd tussen FC Noah en KuPS in de eerste voorronde van de UEFA Conference League; het eindigde in 1–0 en de Noord-Macedonische leidsman gaf vier gele kaarten. Zijn eerste interland floot hij op 8 september 2021, toen Bulgarije met 4–1 won van Georgië. Tijdens dit duel gaf Stojchevski zes gele kaarten.
In mei 2025 werd Stojchevski aangesteld als scheidsrechter voor de finale van de Kup na Makedonija, tussen Vardar Skopje en FC Struga (2–0).

## Interlands
| Datum            | Plaats             | Wedstrijd           | Uitslag | Competitie        | Kreeg geel | Kreeg voor de tweede keer geel en dus rood | Weggestuurd |
| ---------------- | ------------------ | ------------------- | ------- | ----------------- | ---------- | ------------------------------------------ | ----------- |
| 8 september 2021 | Sofia, Bulgarije   | Bulgarije – Georgië | 4 – 1   | Vriendschappelijk | 6          | 0                                          | 0           |
| 6 juni 2025      | Plovdiv, Bulgarije | Bulgarije – Cyprus  | 2 – 2   | Vriendschappelijk | 7          | 0                                          | 0           |

Laatst bijgewerkt op 7 juni 2025.